# Matar a la luna
Matar a la luna (Kill the Moon) es el séptimo episodio de la octava temporada moderna de la serie británica de ciencia ficción Doctor Who, emitido el 4 de octubre de 2014.

## Argumento
El Duodécimo Doctor decide llevarse a Clara y su estudiante Courtney (The Caretaker) de viaje en la TARDIS. Aterrizan en el año 2049 en un módulo que se dirige hacia la Luna. La expedición va hacia allí para investigar el destino de una misión anterior diez años atrás, de la que la última transmisión que llegó a la Tierra fueron gritos desgarradores. Nada más llegar, al Doctor le sorprende que la gravedad en la Luna es más elevada de lo que sería normal, y comienzan a ser atacados por una horda de arañas gigantes...

### Continuidad
El Doctor usa un yo-yo para comprobar la gravedad de la Luna. El Cuarto Doctor usó el mismo método para comprobar la gravedad de la estación espacial Nerva en The Ark in Space (1975). Peter Capaldi pidió que el yo-yo para la escena fuera similar al que utilizó Tom Baker en aquel serial. El Doctor le dice a Clara que "La Tierra no es mi hogar", repitiendo la misma frase que el Cuarto Doctor le dijo a Sarah Jane Smith: "La Tierra no es mi hogar, Sarah. Soy un Señor del Tiempo. Camino por la eternidad".

## Producción

### Guion
El episodio se escribió originalmente para el Undécimo Doctor de Matt Smith. Un título provisional era Return to Sarn, con la intención de ser un título equívoco, aparentemente haciendo referencia al serial Planet of Fire (1985) pero después revelando otro significado completamente distinto. Mientras le indicaba a Harness cómo escribir el guion, el productor ejecutivo Steven Moffat le dijo "saca todo el Hinchcliffe fuera durante la primera mitad", queriendo decir, esencialmente, que lo hiciera terrorífico. Esto es una referencia a Philip Hinchcliffe, que produjo Doctor Who de 1974 a 1977, un periodo de la serie clásica recordado por su fuerte carga de terror. Moffat calificó el guion como "intenso y emocional". Harness dijo que el episodio supondría un gran cambio para el programa. "Aún no sé cómo se lo tomará la gente. Ahora estoy en una especie de limbo esperando a que la gente lo vea, y no tengo ni idea, de verdad que no sé como va a resultar".

### Rodaje
El rodaje se hizo en Lanzarote, cerca del Volcán del Cuervo, en el Parque nacional de Timanfaya. El anterior episodio que se había rodado allí fue el serial de 1984 Planet of Fire. El rodaje se hizo el 12 y 13 de mayo, cuando el parque estaba cerrado para visitantes. También se rodó en el Cardiff Bay Business Centre en Splott, y en el St Illtyd's College en Cardiff el 20 de mayo, y en Aberavon Beach en Port Talbot el 21 de mayo.

### Reparto
Tony Osoba apareció anteriormente en los seriales clásicos Destiny of the Daleks (1979) y Dragonfire (1987).

## Emisión y recepción
El episodio tuvo una audiencia nocturna de 4,81 millones de espectadores.
La crítica recibió positivamente el episodio, sobre todo en lo relativo al guion, la dirección y la interpretación de Jenna Coleman. Escribiendo para The Daily Telegraph, Ben Lawrence señaló que "Kill the Moon fue un ejemplo excelente de Doctor Who llegando a distintas generaciones, algo que no siempre se ha hecho en las últimas semanas". Alabó a Coleman y Capaldi, señalando que ella estuvo tremenda y que él añadió capas de complejidad a su personaje. Lawrence también señaló que los invitados estuvieron poco desarrollados, pero concluyó en que "le falta lo sabiondo que ha poblado los recientes episodios y prueba lo bueno que puede ser Doctor Who cuando simplemente cuenta una historia". Dan Martin para The Guardian señaló que "el estallido de Clara fue la siguiente etapa en lo que a mí más me gusta de esta serie. Más que nunca antes, están mostrando la realidad de salir corriendo a luchar contra alienígenas con un detective espacial que viaja en el tiempo. Y, ¿sabes qué? Esta vida no es todo vino y rosas". Martin señaló que Coleman está estupenda toda la temporada diciendo que "Ya no necesitamos señalar solo lo bien que está Jenna este año; ya se ha confirmado a sí misma en el panteón de los grandes acompañantes de todos los tiempos".
The Independent alabó la interpretación de Coleman, diciendo que ella "impresionó otra vez con su furia mientras lanzaba reproches al Doctor. Esta es la asistente madura que el Señor del Tiempo necesita para mantenerle a raya", y al final cerró la crítica diciendo que "Kill the Moon fue una aventura en espacio cerrado con toda la claustrofobia que un episodio como este demanda". Radio Times también alabó con fuerza el episodio, dándole un 5 sobre 5. También alabó la interpretación de Coleman diciendo "Coleman transmite con experiencia el terrible dilema de Clara, y después su furia lacrimógena por el comportamiento del Doctor". También alabó el guion del episodio como "audaz, muy imaginativo, y muy bien casado con la dirección cinemática y supremamente tétrica de Paul Wilmshurst", y acabó diciendo: "Diálogos portentosos, dirección aguda, música que acelera y una interpretación magistral de Peter Capaldi hacen de este uno de los momentos definitorios de la temporada". Den of Geek señaló que "Doctor Who toca techo con Kill the Moon, y Jenna Coleman nunca ha estado mejor". También alabó el guion de Harness como "impresionante", y dijo que Wilmshurt "comprende por completo que ralentizar las cosas y hacer que los pequeños momentos cuenten es la clave para meterse debajo de la piel de la gente". Cerró su crítica diciendo "Los mejores episodios de Doctor Who tienen algo que decir, se meten bajo tu piel, y te mantienen bien absorbidos hasta que aparecen los créditos. Kill the Moon ciertamente lo ha hecho, y nosotros fuimos a verlo otra vez tan pronto como terminó. Tiene una buena historia de ciencia ficción, un gran dilema, y consecuencias reales".
The A.V. Club también reaccionó de forma muy positiva al episodio, dándole una nota perfecta de A y alabando prácticamente todos los aspectos del episodio, pero particularmente el enfoque en el desarrollo de los personajes. Dijo: "Kill the Moon es la segunda vez en esta temporada que Doctor Who me ha sorprendido de verdad. Ese hecho, por encima de todo, es la razón por la que el episodio de esta noche puntúa como un clásico instantáneo" y siguió alabando la escena final del episodio diciendo que "quizás toda la era de Moffat vaya a ser definida por esa escena final en la TARDIS, en la que Clara despliega el reproche que más ampoyas levanta que le hemos visto a un acompañante hacer al Doctor". Acabaron diciendo que "Esta temporada ya es un regreso a la forma, pero Kill the Moon puede ayudar a convertirla en algo especial de verdad".